# NGC 3840
NGC 3840 est une galaxie spirale située dans la constellation du Lion. NGC 3840 a été découverte par l'astronome prussien Heinrich Louis d'Arrest en 1864.

## Caractéristiques
La classe de luminosité de NGC 3840 est I et elle présente une large raie HI. Elle renferme également des régions d'hydrogène ionisé.

### Distance
Sa vitesse par rapport au fond diffus cosmologique est de 7 699 ± 23 km/s, ce qui correspond à une distance de Hubble de 113,6 ± 8,0 Mpc (∼371 millions d'al).
À ce jour, neuf mesures non basées sur le décalage vers le rouge (redshift) donnent une distance de 96,656 ± 7,255 Mpc (∼315 millions d'al), ce qui est tout juste à l'extérieur des valeurs de la distance de Hubble. Notons cependant que c'est avec la valeur moyenne des mesures indépendantes, lorsqu'elles existent, que la base de données NASA/IPAC calcule le diamètre d'une galaxie et qu'en conséquence le diamètre de NGC 3840 pourrait être d'environ 38,0 kpc (∼124 000 al) si on utilisait la distance de Hubble pour le calculer. 

## Amas du Lion
Comme plusieurs galaxies voisines, NGC 3840 fait partie de l'amas du Lion (Abell 1367),.